# Église Saint-Jean d'Esteil
Pour les articles homonymes, voir Église Saint-Jean.
L'église Saint-Jean est une église catholique située à Esteil, en France.

## Localisation
L'église est située dans le département français du Puy-de-Dôme, région Auvergne-Rhône-Alpes, dans la commune d'Esteil.

## Historique
L'édifice, ancienne église d'un prieuré de l'ordre de Fontevraud fondé en 1131, est classé au titre des monuments historiques le 23 septembre 1922. 
La Révolution française perturba son existence en en ordonnant la vente en deux lots ce qui fut fait en 1796. Cette partition a perduré et il ne demeure jusqu'à nos jours au bénéfice du culte que la partie abritant l'autel. Un exploitant agricole entrepose lui toujours son matériel dans le fond de ce qui était une église.